# Ђове ди Сопра (Перуђа)
Ђове ди Сопра је насеље у Италији у округу Перуђа, региону Умбрија.
Према процени из 2011. у насељу је живело 37 становника. Насеље се налази на надморској висини од 289 м.